# Ginástica artística nos Jogos Olímpicos de Verão de 2004 - Salto masculino
A final masculina do salto sobre a mesa da ginástica artística nos Jogos Olímpicos de Verão de 2004 foi realizada no Olympic Indoor Hall de Atenas, em 23 de agosto.

## Medalhistas
| Ouro   | ESP Gervasio Deferr      |
| Prata  | LAT Jevgēņijs Saproņenko |
| Bronze | ROU Marian Drăgulescu    |

## Atletas classificados
- RUS Alexei Bondarenko
- CHN Li Xiaopeng
- ROU Marian Drăgulescu
- CAN Kyle Shewfelt
- LAT Jevgēņijs Saproņenko
- ESP Gervasio Deferr
- BUL Filip Yanev
- HUN Róbert Gál

## Final
| Pos.              | Ginasta                  | Salto 1 | Salto 1 | Salto 1       | Salto 2 | Salto 2 | Salto 2       | Total |
| Pos.              | Ginasta                  | Nota A  | Pen.    | Nota do salto | Nota A  | Pen.    | Nota do salto | Total |
| ----------------- | ------------------------ | ------- | ------- | ------------- | ------- | ------- | ------------- | ----- |
| Medalha de ouro   | ESP Gervasio Deferr      | 9.900   |         | 9.687         | 9.900   |         | 9.787         | 9.737 |
| Medalha de prata  | LAT Jevgēņijs Saproņenko | 10.00   |         | 9.712         | 10.00   |         | 9.700         | 9.706 |
| Medalha de bronze | ROU Marian Drăgulescu    | 10.00   |         | 9.900         | 10.00   |         | 9.325         | 9.612 |
| 4                 | CAN Kyle Shewfelt        | 9.900   |         | 9.687         | 9.900   |         | 9.512         | 9.599 |
| 5                 | BUL Filip Yanev          | 9.900   |         | 9.625         | 9.900   |         | 9.537         | 9.581 |
| 6                 | HUN Róbert Gál           | 9.900   |         | 9.525         | 9.900   |         | 9.550         | 9.537 |
| 7                 | CHN Li Xiaopeng          | 9.900   |         | 9.075         | 9.900   |         | 9.662         | 9.368 |
| 8                 | RUS Alexei Bondarenko    | 10.00   |         | 9.100         | 10.00   |         | 0.000         | 4.550 |